# 羅伯特·史密斯 (音樂家)
罗伯特·詹姆斯·史密斯（Robert James Smith，1959年4月21日—）是一位英国音乐家、歌手、词曲作者和唱片制作人。他是1978年建立的英国摇滚乐队治疗乐队的创始人之一、主唱、吉他手、主要词曲作者和该乐队自建立以来唯一一名一直存在的成员。自史密斯在 20 世纪 80 年代崭露头角以来，他独特的吉他演奏风格、歌声和时尚感对哥特亚文化产生了极大的影响，尤其是其苍白的皮肤、红色的唇膏、黑色的眼线、蓬乱的头发和全黑的衣服。
史密斯的其他工作包括从1982年到1984年担任苏西与女妖的主音吉他手，并于1983年成为短命乐队手套樂隊的成员。2019年，他作为治疗乐队的成员入选摇滚名人堂 ，《滚石》杂志在 2023 年将他列为有史以来最伟大歌手中的第 157 位。

## 早期生活
罗伯特·詹姆斯·史密斯于1959年4月21日出生于布莱克浦，是丽塔·玛丽（Rita Mary，原姓艾莫特）和詹姆斯·亚历山大·史密斯（James Alexander Smith）的四个孩子中的第三个。  他出身于音乐世家，父亲唱歌，母亲弹钢琴。 他作为天主教徒长大， 后来成为无神论者。 当他三岁时，他的家人搬到了霍利，他在那里的圣弗朗西斯小学就读。 当他六岁时，他的家人搬到了克劳利，他在那里就读于圣弗朗西斯中学。 后来，他于 1970 年至 1972 年就读于圣母中学，并于 1972 年至 1977 年就读于圣威尔弗里德综合学校。他和他的妹妹珍妮特（Janet）在小时候学习过钢琴。他后来打趣道，“（珍妮特）是一位钢琴神童，所以兄妹间的竞争让我拿起吉他，因为她无法用手指握住琴颈。” 他告诉Smash Hits杂志 ，大约从 1966 年他七岁起，他的哥哥理查德（Richard）就教他吉他上的“一些基本和弦”。 
史密斯从九岁开始跟随吉他手约翰·威廉姆斯（John Williams）的学生学习古典吉他，他称约翰·威廉姆斯是一名“真正优秀的吉他手”。然而，他说：“我学到了很多东西，但也渐渐地失去了乐趣。我希望我能坚持下去。” 他说他的吉他老师对他的演奏感到“震惊”。 他放弃了正规的教学，开始自学演奏，听他哥哥收藏的唱片。 当他 13 或 14 岁的时候，他开始更加认真地对待摇滚音乐，并“开始疯狂地演奏和学习”。 直到 1972 年 12 月，他还没有自己的吉他，一直借用他哥哥的吉他，所以他哥哥把吉他送给了他作为圣诞节礼物。史密斯谈到这份礼物时说：“无论如何，我总会得到它的——所以无论他是否在圣诞节正式把它送给我，我都会拥有它！” 摇滚传记作家杰夫·阿普特（Jeff Apter）坚称史密斯在 1972 年圣诞节收到的吉他是他父母送给他的，并将这件物品与史密斯众人皆知的Woolworths 「Top 20」吉他等同起来，该吉他后来被用于治疗乐队的许多早期唱片中。 而一些早期消息援引史密斯的话称，他是在 1978 年以 20 英镑的价格亲自购买了这把吉他的。  
史密斯将圣母中学描述为「一个思想非常自由的地方」，而他声称自己滥用了这种自由。史密斯称，有一次他穿着一件黑色天鹅绒连衣裙去学校，并整天穿着：「老师们只是想，『哦，这只是他正在经历的一个阶段，他遇到了一些人格危机，让我们帮助他度过难关。』」 他说“另外四个孩子”放学后殴打了他，尽管阿普特指出史密斯给出了几个相互矛盾的故事版本。阿普特还报道说，史密斯在圣母大学付出了足够的努力来通过考试，并引用史密斯的话说：“如果你足够狡猾，你可以让老师相信你很特别；三年来我几乎什么也没做。” 据说，圣威尔弗里德学院比圣母院更严格。  1975 年夏天，史密斯和他的学校乐队成员参加了O Level 考试，但只有他和迈克尔·登普西 (Michael Dempsey)于 1976 年至 1977 年间留在圣威尔弗里德学院上六年级。
史密斯表示，他的乐队 Malice 在 1976 年圣诞节前夕在学校进行了第二次现场表演，据称引发了一场骚乱，之后他被认为是「不良少年」而被圣威尔弗里德学院开除：「我（在 1977 年）被带回来了，但他们从来不承认我曾是那里的学生……我考了三门 A 级课程——生物学惨败，勉强通过了法语，英语得了『B』。然后我花了八九个月的时间靠社会保障，直到他们停止给我钱。所以我想，『现在是时候做一个样本唱片，看看人们的想法了。』」 根据治疗乐队传记作者 Dave Bowler 和 Bryan Dray 的说法，学校驱逐了 Malice 的前联合创始人 Marc Ceccagno 和史密斯，而他们的新乐队 Amulet 在十二月的学校表演中演出。 史密斯对他所谓的开除给出了相互矛盾的说法，在其他地方说他只是被停课，因为他与学校校长相处不好， 并且在另一个场合说他被停课是因为他“对宗教的态度被认为是错误的”。 

## 音乐生涯

### 校园乐队：1972—1976
史密斯说，他在 14 岁时组建了第一支乐队，并由他自己、他的哥哥理查德、他们的妹妹珍妮特以及理查德的一些朋友组成。他评论道：“这支乐队叫做克劳利山羊乐队（Crawley Goat Band）——太棒了！” 然而，虽然克劳利山羊乐队可能是史密斯的第一个常规乐队，但当他和他的圣母中学同学一起以 Obelisk 的乐队名进行第一次表演时，他才 13 岁，Obelisk 最终成为了治疗乐队的前身。Obelisk 由史密斯（此时担任钢琴手）、Marc Ceccagno（主音吉他手）、Michael Dempsey（吉他手）、Alan Hill（贝斯手）和Laurence "Lol" Tolhurst（打击乐手）组成。根据治愈乐队的官方传记《Ten Imaginary Years》，他们于 1972 年 4 月在学校活动中进行了唯一的一次表演。然而，杰夫·阿普特认为实际的演出日期应当在 1973 年 4 月， 这与史密斯和他的乐队成员此时已经离开圣母中学的情况不一致。 
1972 年下半年，Smith、Ceccagno、Dempsey 和 Tolhurst 等乐队的核心成员一起在圣威尔弗里德综合学校上中学，在那里他和朋友们继续一起演奏音乐。史密斯说，他们被简称为“The Group”，“因为这是学校里唯一的一个乐队，所以我们不需要名字。”  Dempsey 最终从乐队的吉他手转为贝斯手，他说他们使用过的另一个名字是“Brat's Club”，这个名字参考了 Evelyn Waugh 的《一抔土》 。 史密斯说，“The Group”最终变成了“Malice”，“有点像一个亚金属朋克乐队——成员包括 Michael Dempsey、Laurence 和另外两个人。” 根据《Ten Imaginary Years》，从 1976 年 1 月到 12 月，Malice 的阵容发生了变化，原吉他手 Marc Ceccagno 被 Porl Thompson 取代，一名叫做「Graham」的鼓手被 Lol Tolhurst 取代，「Graham的兄弟」被 Martin Creasy取代。到 1977 年，Malice 更名为 Easy Cure 。

### 治疗乐队：1976 年至今

#### 作为乐队主唱
史密斯一开始并不打算成为治疗乐队的主唱。Bowler 和 Dray 指出，Obelisk 乐队“以 Dempsey 和 Ceccagno 为吉他手，而他（史密斯）担任键盘手”。随着乐队更名为 Malice 并于 1976 年 1 月开始定期排练，史密斯仍然是乐队流动成员之一。对于他们在圣爱德华兹教堂的第一次“正式”排练，史密斯说：
我认为这一切都是因为 Marc Ceccagno 想成为一名吉他英雄。Michael 有一把贝斯，我则刚刚搞到一把吉他，我们的第一位鼓手 Graham 有一套鼓。他的哥哥有扩音器和麦克风，所以他担任主唱。
1976 年 12 月，Graham 哥哥的主唱席位被 Martin Creasy 取代，后者是《克劳利观察家报》（The Crawley Observer）的一名记者；然而据相关人士称，他在乐队的表现是一场灾难。到 1977 年 1 月，Malice 已经更名为 Easy Cure， 部分是因为想和乐队的早期演出保持一定的距离。鼓手 Lol Tolhurst 和贝斯手 Mick Dempsey 也因早年和乐队一起演出而闻名。Tolhurst 还在 Malice 的早期表演中翻唱了《Wild Thing》， 并和 Dempsey 在《Killing An Arab》等歌曲中唱和声，甚至担任治疗乐队首张专辑其中一首曲目的主唱。 1977 年 3 月，一位名叫 Gary X 的歌手短暂地加入乐队，随后又被 Peter O'Toole 取代。 O'Toole 在接下来的几个月内担任了 Easy Cure 的主唱，跟随乐队在当地的酒吧巡回演出，并“在当地拥有了许多的追随者”。
然而，当 Easy Cure 于 1977 年 10 月进入伦敦的 Sound And Vision 工作室为 Hansa 唱片录音时，O'Toole 已经离开乐队并去到以色列的基布兹。 随后史密斯担任了主唱角色，因为并没有适合的代替者。1989 年，他告诉《音乐家》杂志：
当我们开始在酒吧里演出时，我并不是主唱……我只是一个喝醉了的吉他手，写了这些奇怪的歌曲。我们找了大约五位不同的歌手——他们基本上都他妈的没什么用。到最后，我总是这么想，“如果是我的话一定可以做得更好。”……我的意思是，尽管我讨厌自己的声音，但至少和其他人的声音比起来，我还是不怎么讨厌的……所以我想，“如果我能够摆脱这样的想法，我兴许就能成为主唱。”

#### 作为乐队的主要词曲作者
史密斯并非乐队早期唯一的词曲作者。实际上，乐队名称“Easy Cure”来自于 Lol Tolhurst 创作的一首歌曲， 而“Grinding Halt”则以他的一句歌词为原型，只是史密斯将它缩短为前半部分。 Easy Cure 在不久后将名称缩写为 “Cure”。 1978 — 1979 年间，史密斯用他妹妹 Janet 的哈蒙德风琴创作并录制了治疗乐队一些具有代表性的早期歌曲的样本唱片，其中包括《10:15 Saturday Night》。

1979 年 10 月，当《新音乐快递》在治疗乐队与苏西与女妖共同巡演的期间采访他们时，史密斯就已经被认为是“治疗乐队几乎所有歌曲和歌词”的主要创作者。他表示他在弹奏和演唱这些歌曲时感到并不舒服，因为这些歌曲并不是他自己的。 巡演归来后，史密斯使用哈蒙德风琴、一台鼓机和他标志性的 Top 20 Woolworth 吉他，在他父母的地下室内为专辑《Seventeen Seconds》创作了大部分音乐，而专辑的大部分歌词是在纽卡斯尔一夜写成的。 Michael Dempsey 在讨论他离开乐队一事时说道：
罗伯特的新歌更多的是在发表自己的想法——完全是他自己的想法——而我无法忍受代表他发表这样的想法。

尽管史密斯创作了《Seventeen Seconds》的大部分歌词，但乐队在录制专辑时也重写了许多。Dempsey 的继任者 Simon Gallup 在 1980 年向杂志《声音》描述了乐队的创作过程：
当我们到现场演奏时，罗伯特会即兴创作很多次，直到他找到感觉为止。然而，当我们录制时，如果他仍然觉得不对劲，那就意味着我们每个人都要整晚坐在 Chris Parry（乐队经理）的厨房里，在一张又一张的纸上乱写乱画——“整晚”我们都很绝望，直到早上六点我们才完成，Lol Tolhurst 站在桌子上，把头靠在天花板，因为他认为这样可能会帮助他清醒。

Lol Tolhurst 后来表示，他、Gallup 和史密斯都为治疗乐队的早期专辑写了歌词，这样的格局直到他们 1982 年的专辑《Pornography》之后才发生了变化：
一般来说，因为罗伯特必须唱他选择的歌词，但这些歌词来自我们所有人。他保留了一大盒我不时贡献的歌词（西蒙也是），而他把它们全部用在歌曲中。
Tolhurst 声称自己为乐队 1981 年的专辑《Faith》中的《All Cats Are Grey》写了歌词，后来他则自己重新录制了这张专辑。 Tolhurst 回忆说，直到《Pornography》之前，他们的歌曲都是集体创作的；而与此相反，史密斯在 1982 年声称自己写了“《Pornography》中 90% 的内容”，因此他绝不可能离开乐队，因为没有他就不会有治疗乐队。
在他们的前四张专辑（《Three Imaginary Boys》《Seventeen Seconds》《Faith》《Pornography》）中，乐队的所有成员都获得了同等的歌曲创作荣誉。根据史密斯的说法，随着 Simon Gallup 的离开，乐队只剩下两个人，Tolhurst 放弃了鼓转而学习键盘。 从 1982 年 7 月到 Gallup 于 1985 年 2 月回归，大部分的创作和录音实际上都是由史密斯一人负责的。尽管如此，Tolhurst 被认为是 1983 年的单曲和合辑《Japanese Whispers》中五首歌曲（包括《Let's Go to Bed》和《The Walk》）的共同创作者之一，而《The Love Cats》《Lament》和《The Dream》则是仅由史密斯创作的。 对于 1984 年的专辑《The Top》，史密斯称这是“前所未有的仅由我一人制作的专辑”。 在专辑中他自己演奏了几乎所有乐器，除了鼓（Andy Anderson） 和歌曲《Give Me It》中的萨克斯（Porl Thompson），而 Tolhurst 则为专辑 10 首歌曲中的 3 首贡献了键盘。
1985 年，由史密斯担任唯一词曲作者的专辑《The Head on the Door》大获成功。1987 年，乐队推出双专辑《Kiss Me, Kiss Me, Kiss Me》，其中的单曲《Just Like Heaven》和《Hot, Hot, Hot!》在美国发行后收获持续的人气。从那时起，治疗乐队的词曲由乐队全员共同创作，但仍由史密斯担任主要作曲者和编曲者。

## 个人生活

### 婚姻
1988 年 8 月 13 日，史密斯和玛丽・特蕾莎・普尔（Mary Theresa Poole，生于 1958 年 10 月 3 日）结婚，史密斯在 14 岁时于喜剧课上认识了玛丽。 他们没有孩子， 史密斯称他反对生孩子，因为他是一位反出生主义者。 他还补充说，他「觉得自己没有足够的责任将孩子带到这个世界上来」。 史密斯和玛丽有 25 个侄女和侄子。
史密斯后来透露，在他音乐生涯的早期，玛丽并不总是与他一样对治疗乐队的未来充满信心和愿景，这是他确保乐队成功的一个重要因素。据《每日快报》报道，玛丽曾经是一名模特，并担任过照顾智力障碍儿童的护士；然而，随着 20 世纪 80 年代中期乐队在商业上的成功，玛丽放弃了她的日常工作，这样夫妻二人就不会分开太长时间。
史密斯告诉《The Face》杂志，他曾经把一台摄像机留在家里，「几个小时后我才发现了它还开着，我对我们互相说的那么多废话感到非常震惊。这就像听精神病人说话一样……与精神不平衡的人在一起，我感到更加自然，因为你总是更加警觉，想知道他们下一步要做什么……」。他声称玛丽「过去常常打扮成女巫来吓唬小孩子」，她有时会穿着睡衣打扮成罗伯特·史密斯，因此他一直都不敢带人回家，「因为我永远不知道谁会来开门」 。
1991 年至 1992 年间，治疗乐队在牛津郡的希普顿庄园录制《Wish》专辑时，墙上钉着一张「玛丽的庄园疯人院图表」（Mary's Manor Mad Chart），上面「乱序」列出了庄园的 17 名工作人员和访客（包括乐队及其随行人员）。玛丽排名第二，在一位在厨房工作、名叫路易丝的女士之后。「我们都投了票」，史密斯说，「我们度过了一个感动的颁奖之夜。」

### 家人
史密斯是家中四个兄弟姐妹中的第三个。他说他的母亲 Rita「本来没打算生下我」，这也导致了他和两个哥哥姐姐之间年龄差距巨大。「他们一生下我，就觉得不应该只生一个，所以我又有了一个妹妹。这是好的，因为我希望能有一个妹妹。」他将他的妹妹 Janet 描述为「钢琴神童」和「家中的音乐天才」，但表示她因为太害羞所以不敢表现出来。除了从 1973 年左右开始参加乐队 Crawley Goat 外，Janet 还在 1979 年作为 Cult Hero 的成员演奏键盘，他们的姐姐 Margaret 则演唱和声。 1980 年 3 月，Janet 还和 Simon Gallup 当时的女友 Carol（两人都身穿女学生制服）以及一群在现实生活中被成为「the Obtainers」的男学生们一起为 Cult Hero 的演出演唱和声。 治疗乐队的专辑《The Head on the Door》的封面，亦是以由 Porl Thompson 拍摄的 Janet 的一张照片在经过处理后制作的。
2022 年 10 月 20 日，在一场音乐会上，治疗乐队演奏了歌曲《I Can Never Say Goodbye》，以献给史密斯最近去世的哥哥 Richard。

### 思想
史密斯称他通常对与陌生人的对话感到不舒服，并且也没有兴趣和意愿参与其中。他也表现出典型的英式冷幽默，如他在 2019 年入选摇滚名人堂时接受采访的一段视频。该视频因为他面对一位兴奋的美国记者的采访时面无表情地回应而迅速走红。 他在多个社交媒体上有账号，但仅仅是为了发布治疗乐队相关的公告和防止虚假账户的出现。
史密斯将自己描述为「有点自由主义的人」，但「对政治化的音乐家感到不舒服」。 在 1989 年 6 月 4 日的罗马巡演中，史密斯在演奏安可曲《Faith》前称「将这首歌献给今天所有在中国死去的人」，以表示对镇压行为的抗议。 在 2012 年和 2013 年的巡演中，他在吉他上打出了「公民，而非臣民」（Citizens, not subjects）的口号， 并公开表达了他对英国王室的蔑视，感叹他所尊敬的音乐家们竟然都接受了嘉奖，表示自己宁愿「砍掉双手」也不会接受。 2019 年在接受《滚石》杂志的采访时，他谈到了自己的政治观点：「我一直持有可以被视为社会主义的世界观……我认为中间偏右始终是错误的。」